# Нантский университет
Нантский университет (фр. Université de Nantes) — университет во Франции и крупнейший кампус Франции по численности студентов.

## История
Нантский университет был основан 4 апреля 1460 года по инициативе Франциска II Бретонского. Созданный в форме studium generale, университет мог обучать всем дисциплинам того времени: теологии, каноническому праву, гражданскому праву, медицине и искусствам. Факультет права был решением короля перемещён в Ренн в октябре 1735 года.
В августе 1793 года Нантский университет был закрыт. Его заменили на несколько высших школ. Преподавание медицины, в частности, осталось в Нанте. Позднее в Нанте также вновь начали преподавать гуманитарные науки и право.
Декретом от 29 декабря 1961 года университет в Нанте был учреждён вновь. С 1962 года в кампусе на берегу реки Эрдр, на территории, недавно присоединённой к Нанту, разместились 3 новых факультета: естественных наук, гуманитарных наук и права.